# 青山弥生
青山 弥生（あおやま やよい、1958年3月6日 - ）は劇団四季所属の俳優である。「嵐の中の子どもたち」で初舞台を踏み、以後「ウエストサイド物語」「コーラスライン」「ライオンキング」などに出演している。四季のCMの声も担当している。

## 生い立ち
宮崎県延岡市出身。出身地については、「夏は焦げそうになるほど暑いけど、のんびりした優しい街」と語ったことがある。母は宝塚歌劇団出身である。小学校から高校まで日舞を習った後、フェリス女学院短大音楽科・専攻科に進学した。

## キャリア
1979年、大学卒業後に友人に勧めで受けたオーディションに合格し、劇団四季附属研究所に入所した（第17期生）。1981年、アドベンチャーミュージカル「嵐の中の子供たち」で初舞台を踏んだ。1983年、ミュージカル「キャッツ」では、ランペルティーザとして舞台を踏み、キャッツCDのロングランキャスト版CDでランペルティーザ役でレコーディングした。1998年、日本初演の「ライオンキング」ではラフィキ役として舞台を踏み、CD盤でもレコーディングを行った。あらゆる生命の誕生と死に立ち会う呪術師ラフィキを演じて10年が経った2008年のインタビューでは、年齢を重ねるにつれ、命の重みを実感できるようになったという。ライオンキングが国内最速の8,000回上演を達した際には観客に「これからも9,000回、1万回と、ますます多くのお客さまに楽しんでもらえるよう精進します」と挨拶した。
身長が150 cmと小柄な青山は声が甲高いこともあり、子供や動物といった役どころが多かった。「マンマ・ミーア!」で大人の女性であるロージー役を演じることになったが、青山によると「ロージーは、仕事にも恋にも積極的な自立した大人の女性。そういう女性はどういう声をしているのかをポイントに演じています」という。同ミュージカルのチケット売り上げが好調であった原因として、全編に採用されたアバのヒット曲を挙げた。2006年の大阪公演中には、共演者らとともに舞台衣装で曽根崎警察署の一日警察署長を務めた。マンマ・ミーア!の07年福岡公演・08年名古屋公演ではロージー役で全公演への出演を果たした。2008年、名古屋公演を前に東海テレビのアナウンサーに発声や発音について講義を行い、呼吸法や四季の独自理論である「母音法」を伝授した。
2012年、「ライオンキング」の15周年を祝う記念公演でニューヨーク・ブロードウェーでデビューし、各国のラフィキ役に混じり、日本語で歌を披露した。
| 「        | 舞台と客席が一つになったときに、劇場に息が吹き込まれる。情報化の時代だからこそ、俳優の息遣いや汗を、生の舞台で味わってほしい。 | 」 |
| —青山弥生 | |    |

## 出演作品
- エルコスの祈り（ダニエラ）
- オペラ座の怪人（メグ・ジリー）
- キャッツ（ランペルティーザ）
- コーラスライン（コニー）
- ドリーミング（ミチル）
- 人間になりたがった猫（トリバー）
- マンマ・ミーア!（ロージー）
- 魔法をすてたマジョリン（マジョリン）
- ユタと不思議な仲間たち（モンゼ）
- ライオンキング（ラフィキ）
- 劇団四季ソング&ダンス The Spirit（ヴォーカルパート）
- リトルマーメイド (アースラ)
- バケモノの子（宗師）